# Maison de Ligne
Pour les articles homonymes, voir Ligne.

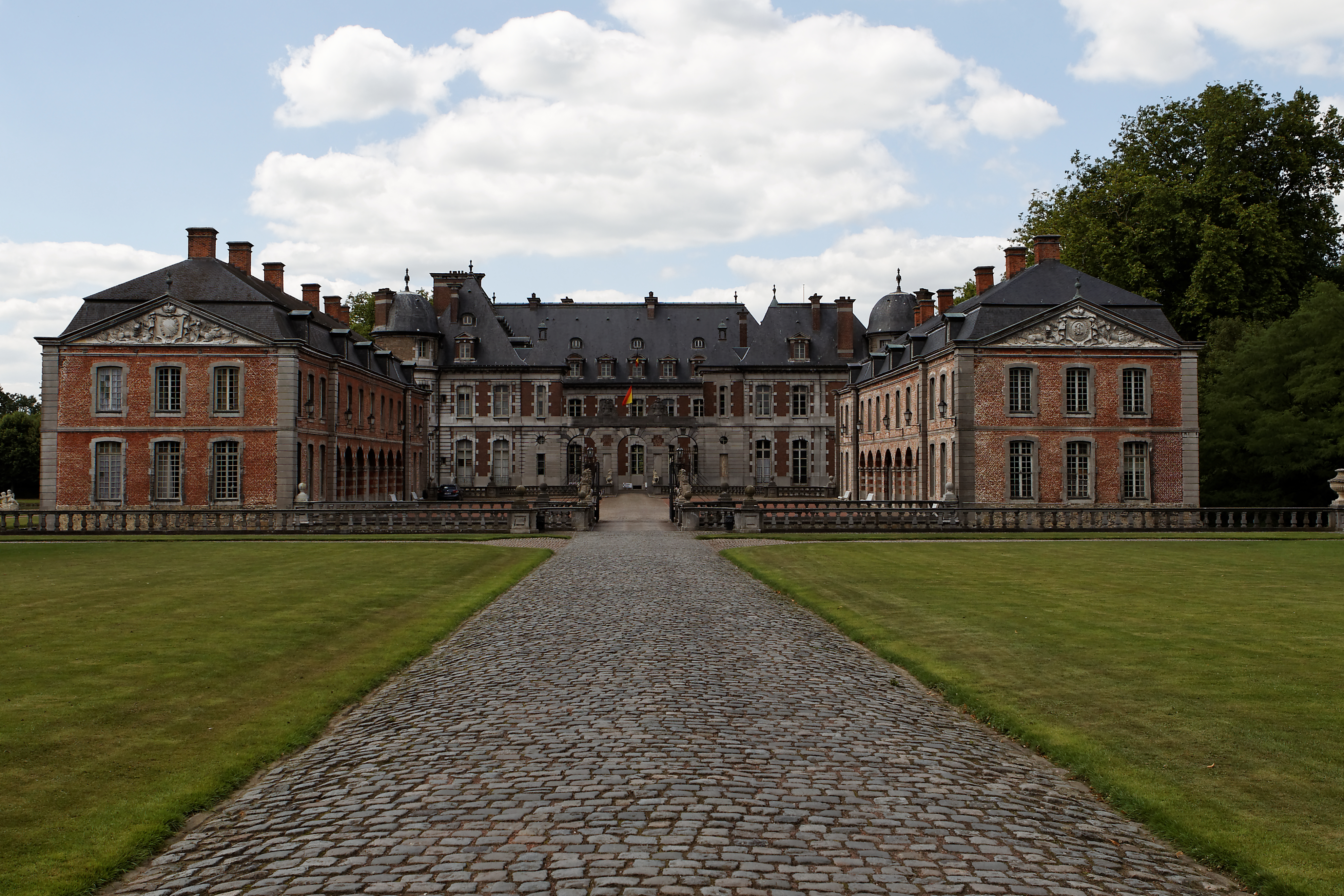
Château de Belœil

La maison de Ligne est une ancienne et illustre famille de la noblesse belge dont la filiation prouvée remonte au XIIe siècle. Elle doit son nom au village de Ligne, en Belgique wallonne, situé entre Ath et Tournai.
Elle ne doit pas être confondue avec d’autres familles homonymes, comme la famille française Jonglez de Ligne (noblesse pontificale).

## Histoire
La maison de Ligne compte, parmi ses ancêtres, Fastré de Ligne, qui signa une charte, en l'an 1047, de Gérard, évêque de Cambrai ; Odéric de Ligne, qui donna, en l'an 1063, son consentement à une charte de Lubert, aussi évêque de Cambrai ; Wauthier ou Gaulthier de Ligne, qui signa une autre charte de fondation, en l'an 1138, en faveur de l'abbaye d'Anchin ; Thierri, Charles et Louis de Ligne, qui sont qualifiés de barons et chevaliers dans des lettres de Baudouin IV, comte de Hainaut, de l'an 1123.
Les seigneurs de Ligne, dont Vauthier en 1190 font partie de l'entourage du comte de Hainaut lors des croisades. À la bataille de Bouvines en 1214, ils sont décrits comme des « hommes d'honneur et de grand nom » par les chroniqueurs de l'époque. Ils connaissent ensuite l'ascension progressive dans la hiérarchie nobiliaire : barons au XIIe siècle, comtes de Fauquemberghe et princes d'Épinoy au XVIe siècle.
En 1285, Jacques Bretel cite un Fastré de Ligne, chevalier du Hainaut, présent au tournoi de Chauvency-le-Château.
En 1547, Jean de Ligne (vers 1525-1568), baron de Barbançon, épouse Marguerite de La Marck, comtesse puis princesse (1576) d'Arenberg, et fonde ainsi la 3e maison d'Arenberg.
Le diplôme de prince du Saint-Empire (1601), conféré à Lamoral Ier et à ses descendants, porte ces mots : « Hœc domus nulli antiquitate et decore familiarum nobilissimarum etiam regalium cedit. » (cette maison pour l'antiquité et l'illustration ne le cède à aucune des plus nobles fussent-elles royales).
Le 20 juillet 1770, la baronnie de Fagnolle fut élevée au rang de comté d'Empire au profit du prince Charles-Joseph de Ligne. Le comté est rebaptisé "comté de Ligne" le 8 mars 1789. Un décret impérial du 21 mars 1789 permet au prince de rejoindre le banc des comtes (souverains) de Westphalie au sein de la Diète perpétuelle d'Empire.
En 1792, la France occupe les Pays-Bas méridionaux, faisant subir le même sort au comté impérial de Ligne (comté de Fagnolle) qui est intégré au département des Ardennes. Le 25 février 1803, à la suite de la confiscation de leurs biens lors de l'annexion française, la famille de Ligne reçoit une compensation par le recès de la Diète d’Empire. À l'article 11 de la résolution, il est écrit que : "pour la perte de Fagnolle, le prince de Ligne obtient l'abbaye (impériale sécularisée) d'Edelstetten (en) comme comté". Il obtint également un siège au conseil impérial (Reichsfürstenrat), au banc des comtes de Souabe, le siège CXXVI (no 126). Le 22 mai 1804, deux ans avant la dissolution du Saint-Empire, le prince Charles-Joseph de Ligne vendit son assise territoriale, le comté d'Edelstetten, à Nikolaus II, prince Esterhazy de Galantha, faisant dès lors perdre à sa famille l'immédiateté impériale et son statut d'égalité avec l'ensemble des familles souveraines d'Europe.
La famille de Ligne a été autorisée, à l'instar de sa branche cadette d'Arenberg, princes médiatisés allemands, à porter le prédicat d'altesse à la suite d'une décision du roi Albert Ier en date du 31 mai 1923.
Charles-Joseph de Ligne (1735-1814), 7e prince de Ligne et le plus connu de sa lignée, fut maréchal du Saint-Empire et un des plus grands mémorialistes du XVIIIe siècle.

## Titres
Baron puis comte de Ligne ;
- Baron de Belœil (Belgique) (XIIe siècle) ;
- Comte de Fauquemberg (1503) ;
- Vicomte de Leyden ;
- Prince de Mortagne (1513) ;
- Prince d'Épinoy (1592 et 1923) ;
- Marquis de Roubaix ;
- Baron d'Antoing, de Cisoing, de Werchin et de Wassenaar ;
- Prince de Ligne et du Saint-Empire (1601 et 1602) ;
- Prince d'Amblise (1608 et 1923)
- Prince de Ligne et grand d'Espagne (1643)
- Prince de Ligne en Pologne (république des Deux Nations : 1780)[réf. nécessaire]

### Liste des barons[7]de Ligne
- Michel III (+1468), baron de Ligne et de Barbançon. Épouse Bonne d'Abbeville, dame de Rely († 1472).
- Jean IV (nl) dit Le Riche de Ligne (1435-1491), fils du précédent, baron de Ligne, chevalier de l'ordre de la Toison d'Or (brevet no 90). Épouse Jacqueline de Croÿ († 1486).
- Antoine Ier (1472-1532) dit Le Grand Diable de Ligne[8] (1472-1535), fils du précédent, baron de Ligne et de Belœil. Épouse Philipotte de Luxembourg († 1525), fille de Jacques Ier de Luxembourg-Fiennes et Marie de Berlaymont.

### Liste des comtes de Ligne
- Jacques (vers 1552), fils du précédent, comte de Ligne, prince de Fauquemberg, prince de Mortagne, baron de Belœil (Belgique). Épouse Marie Van Wassenaer († 1544).
- Philippe (1533–1583), fils du précédent, 2e comte de Ligne et de Fauquemberg, baron de Wassenaar et de Bailleul, vicomte de Leyden, seigneur de Montrœul, d'Ollignies, d'Estaimburget, de l'Estrun et de Maulde-sur-Escaut[9]. Épouse Marguerite de Lalaing († 1598).
- Lamoral Ier, fils du précédent, comte puis premier prince de Ligne (1563-1624). Épouse Marie de Melun († 1634) marquise de Roubaix, dame d'Antoing et de Cisoing.

### Liste des princes de Ligne
1. Lamoral Ier (1563-1624), premier prince de Ligne. Il reçoit de l'empereur Rodolphe II le titre de « prince de Ligne et du Saint-Empire » en 1601, nommé grand d'Espagne en 1621 par le roi Philippe III d'Espagne. Épouse Marie de Melun († 1634) marquise de Roubaix, dame d'Antoing et de Cisoing, issue des Melun, princes d'Epinoy ;
2. Albert Henri (1615-1641), petit-fils du précédent, prince de Ligne. Épouse Claire-Marie de Nassau-Siegen (1621-1695) ;
3. Claude Lamoral Ier (1618-1679), frère du précédent, prince de Ligne. Épouse Claire-Marie de Nassau-Siegen  (1621-1695) (veuve de son frère et petite-fille de Lamoral Ier) ;
4. Henri Louis Ernest (1644-1702), fils du précédent, prince de Ligne. Épouse Doña Juana Francisa Folch de Cardona (1663-1691) ;
5. Antoine Joseph Ghislain (1682-1750), fils du précédent, prince de Ligne ; sans alliance ;
6. Claude Lamoral II (1685-1766), frère du précédent, prince de Ligne. Épouse la princesse Élisabeth Alexandrine de Salm (1704-1739) ;
7. Charles-Joseph (1735-1814), fils du précédent, prince de Ligne. Épouse la princesse Marie-Françoise de Liechtenstein (1739-1821) ;
8. Eugène Ier (1804-1880), petit-fils du précédent, prince de Ligne. Épouse en premières noces Mélanie de Conflans (1802-1833) marquise d'Armentières ; en secondes noces la marquise Nathalie de Trazegnies (1811-1835) ; puis en troisièmes noces Hedwige, princesse Lubomirska (1815-1895), d'où Charles [1837-1914), père d'Henri-Florent-Lamoral (1881-1967 ; souche des Ligne-La Trémoille, propriétaires du domaine d'Antoing, alors que la branche aînée ci-après garde Belœil)], et Edouard (1839-1911) ;
9. Louis (1854-1918), petit-fils du précédent, prince de Ligne. Épouse Élisabeth de La Rochefoucauld-Doudeauville (1865-1946) ;
10. Ernest (1857-1937), frère du précédent, prince de Ligne. Épouse Diane de Cossé-Brissac (1869-1950) ;
11. Eugène II (1893-1960), fils du précédent, prince de Ligne. Épouse Philippine de Noailles-Mouchy (1898-1991), tous deux ayant été nommés Justes parmi les Nations.
12. Baudouin (1918-1985), fils du précédent, prince de Ligne. Épouse Monique de Bousies (1922-2013) ; sans postérité.
13. Antoine (1925-2005), frère du précédent, prince de Ligne. Épouse la princesse Alix de Luxembourg (1929-2019) ;
14. Michel (né en 1951), fils du précédent, prince de Ligne. Épouse la princesse Eleonora de Orleans e Bragança, princesse du Brésil.

## Armoiries
| Image | Armoiries |
| ----- | --- |
|       | Armes de la maison de Ligne D'or à la bande de gueules. Manteau de gueules, doublé d'hermine, sommé de la couronne de prince du Saint-Empire ; |
|       | Fastré de Ligne ( † 1227), seigneur de Montrœul D'or, à la bande de gueules, au lambel à cinq pendants d'azur brochant. |
|       | Fastré de Ligne ( † 1337), seigneur de Ligne D'or, à la bande de gueules chargée d'une molette d'argent. |
|       | Nicolas de Ligne ( † 1377), seigneur d'Ollignies, Grand maître des arbalétriers D'or, à la bande de gueules chargée d'une coquille d'argent. |
|       | Michel III de Ligne ( † 1468), baron de Ligne et de Barbançon, Grand maître des arbalétriers D'or, à la bande de gueules, au lambel à trois pendants d'azur brochant. |
|       | Armes de la branche de Ham de la maison de Ligne Écartelé de Ligne et d'argent à 3 bandes de sable (de Ham). |
|       | Armes des marquis de Moÿ de la maison de Ligne Écartelé : 1 et 4, de Lorraine ; 2 et 3, de Moÿ; sur-le-tout de Ligne. |
|       | Jean de Ligne (vers 1525 † 23 mai 1568 - Bataille de Heiligerlee), époux de Marguerite de La Marck-Arenberg, baron de Barbançon, seigneur de la Bussière et de Gouy, comte d'Arenberg (par son épouse), gouverneur de Frise et de Frise-Occidentale, stathouder d'Overijssel, de Groningue, de Frise et de Drenthe, chevalier de la Toison d'or (1546, brevet no 210) Écartelé de Ligne et d'argent, à trois lions de gueules, armés, lampassés et couronnés d'or (de Barbançon). |
|       | Abbesse de Ligne-Barbancon, Abbaye de La Cambre Écartelé de Ligne et d'argent, à trois lions de gueules, armés, lampassés et couronnés d'or (de Barbançon). |
|       | Prince Albert de Ligne (1874 † 1957), De Ligne, au chef de gueules chargé d'une croix d'argent. |

Les armoiries de la maison de Ligne ont inspiré les armoiries et les drapeaux des communes de Belœil et Brunehaut.

### Galerie de portraits

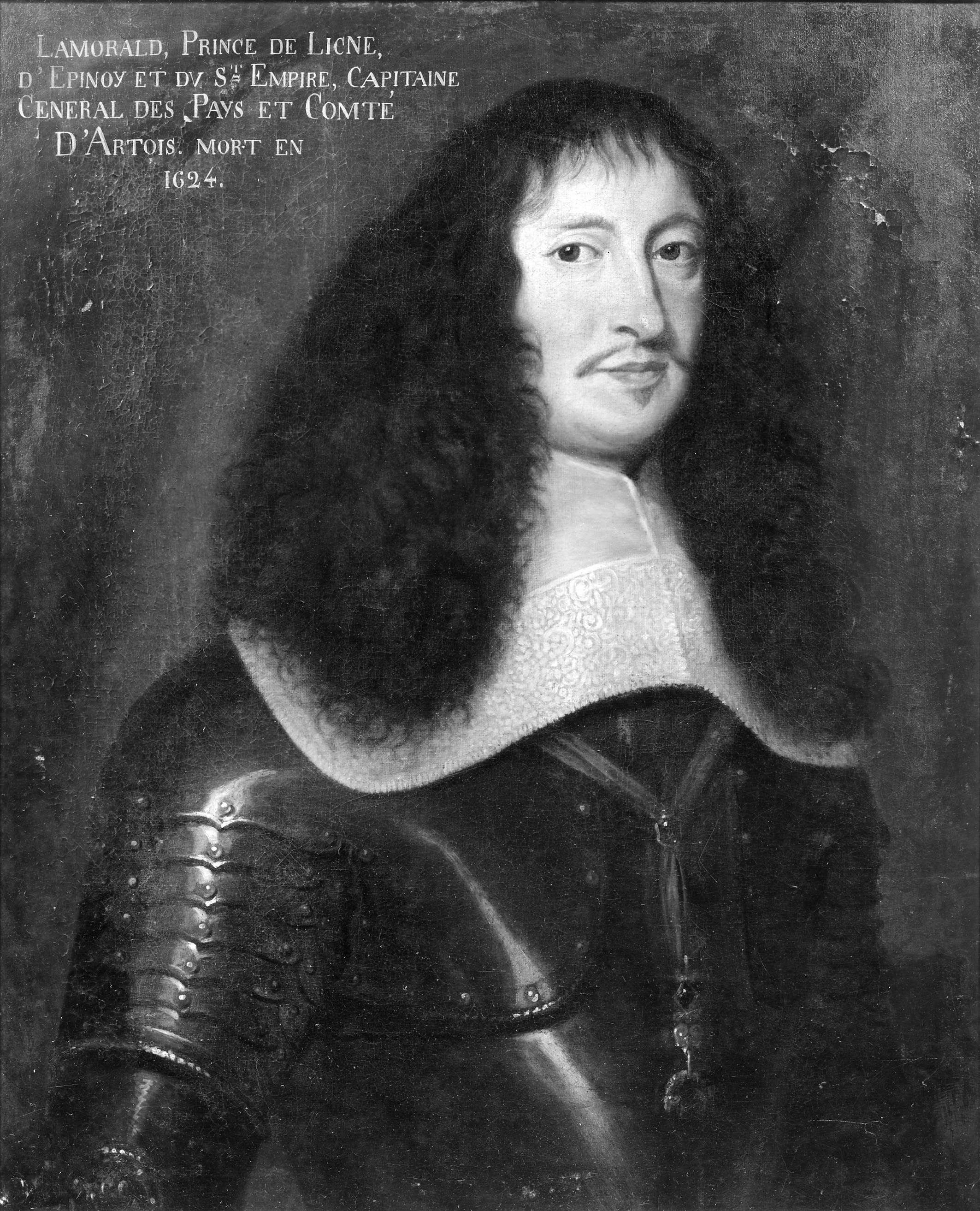
Lamoral Ier (1563†1624), comte puis 1er prince de Ligne, diplomate.
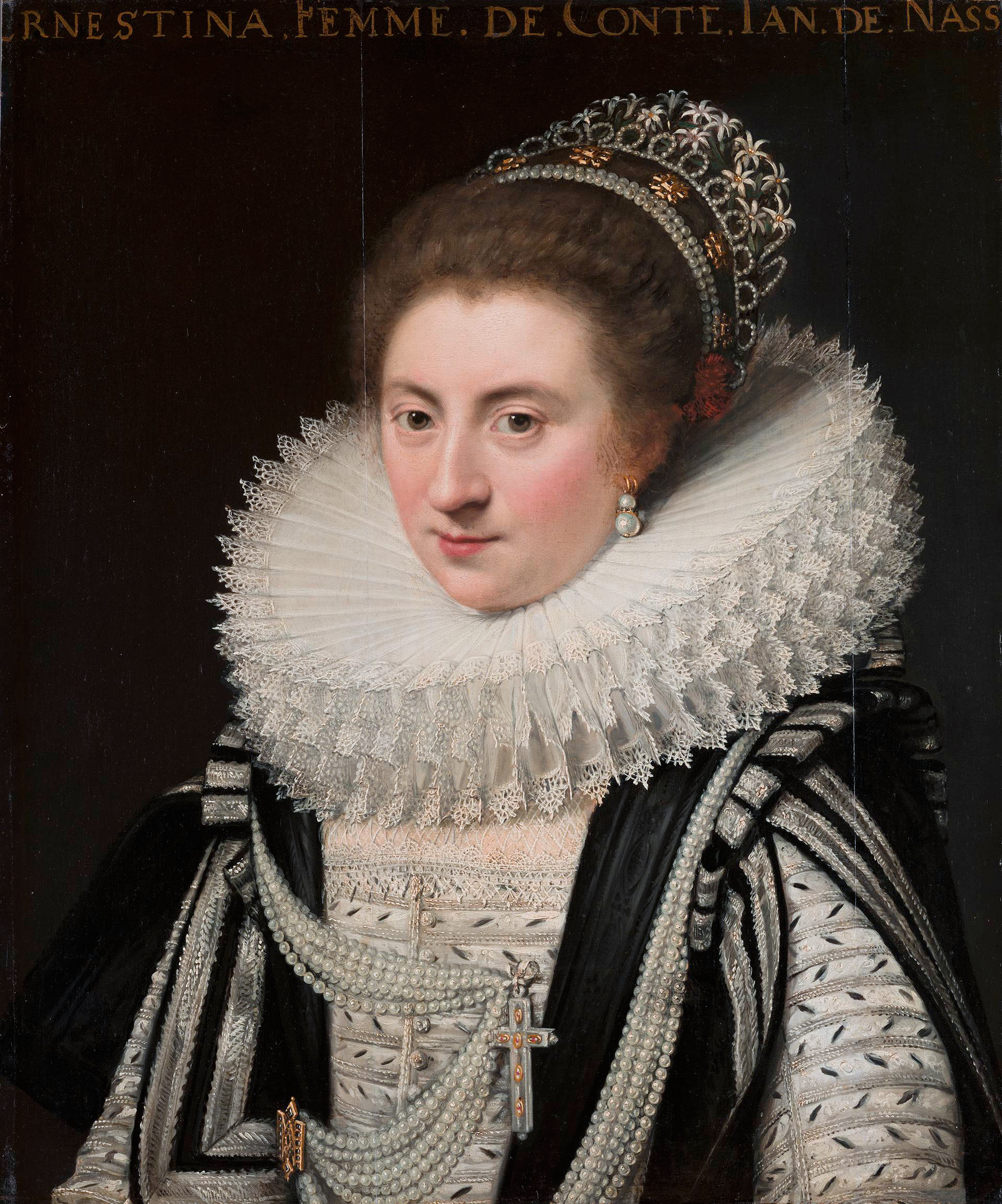
Ernestine-Yolande de Ligne (1594 †1668), fille de Lamoral Ier, épouse de Jean VIII de Nassau-Siegen (1583†1638), comte de Nassau-Siegen.
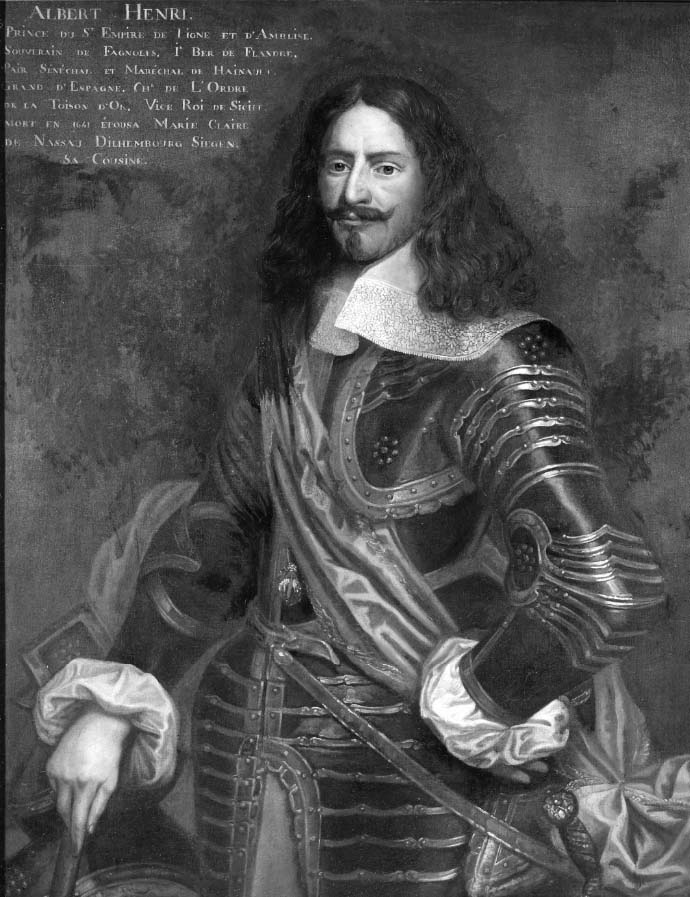
Albert Henri (1615†1641), petit-fils de Lamoral Ier, 2e prince de Ligne.
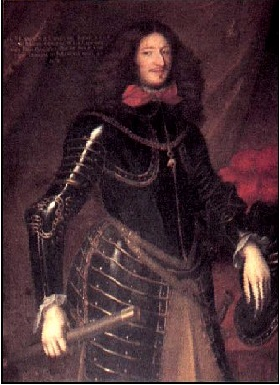
Claude-Lamoral Ier (1618†1679), frère d'Albert Henri, 3e prince de Ligne.
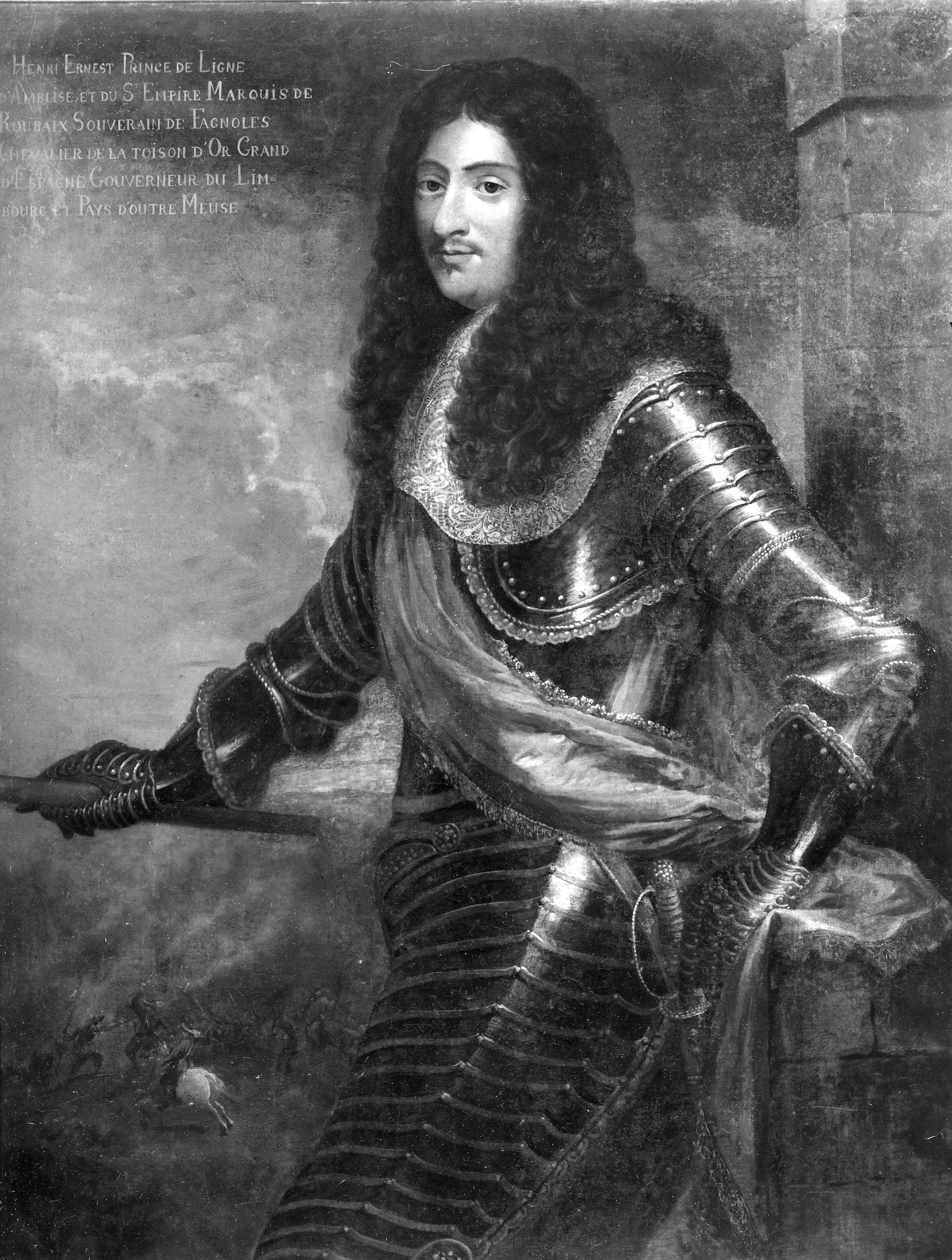
Henri Louis Ernest de Ligne (1644†1702), fils du précédent, 4e prince de Ligne.
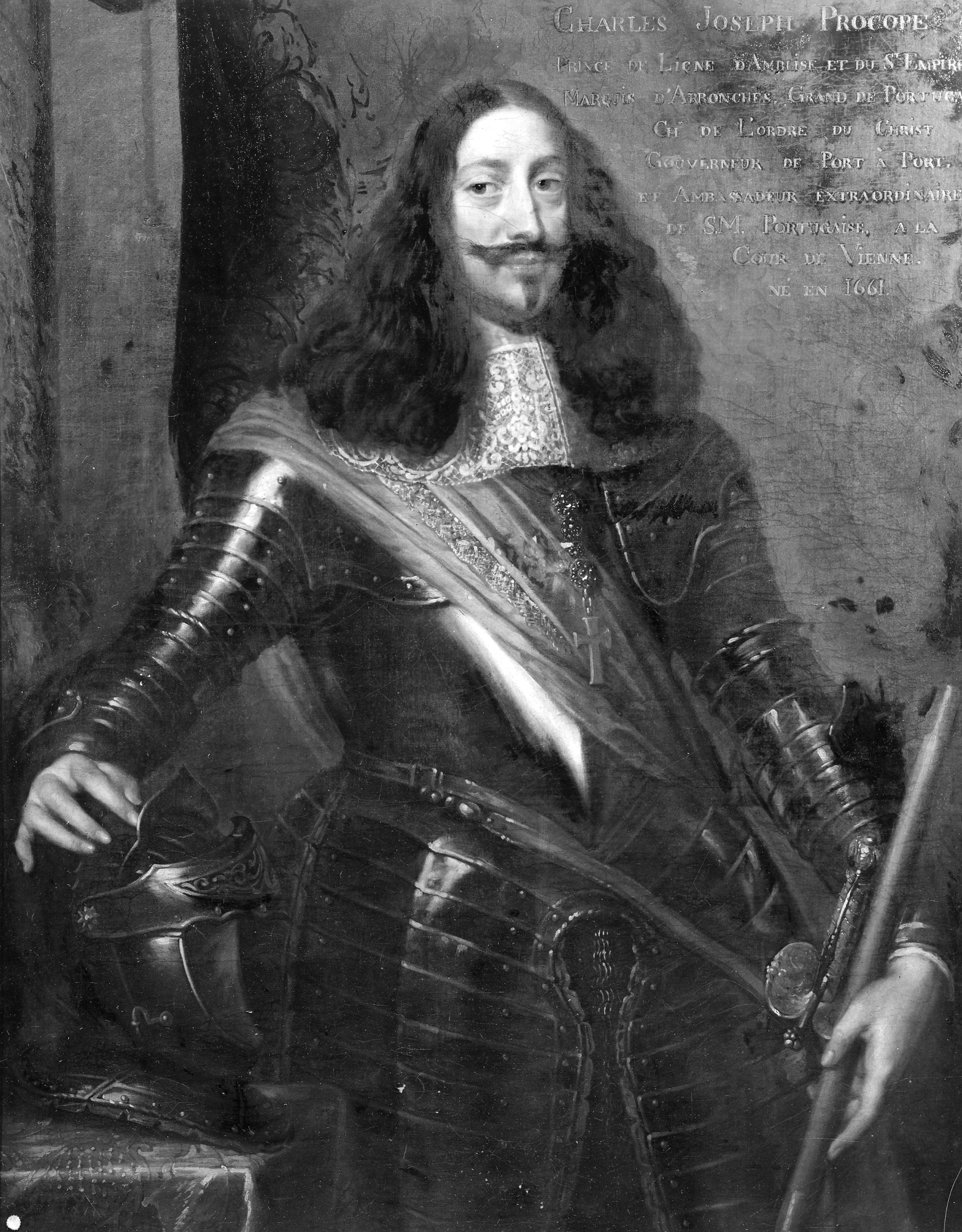
Charles Joseph Procope de Ligne (pt) (1661†1713), frère du précédent, 2e marquis de Arronches (pt) et 5e comte de Miranda do Corvo (pt) (avec sa femme), chevalier de l'Ordre du Christ (Portugal)
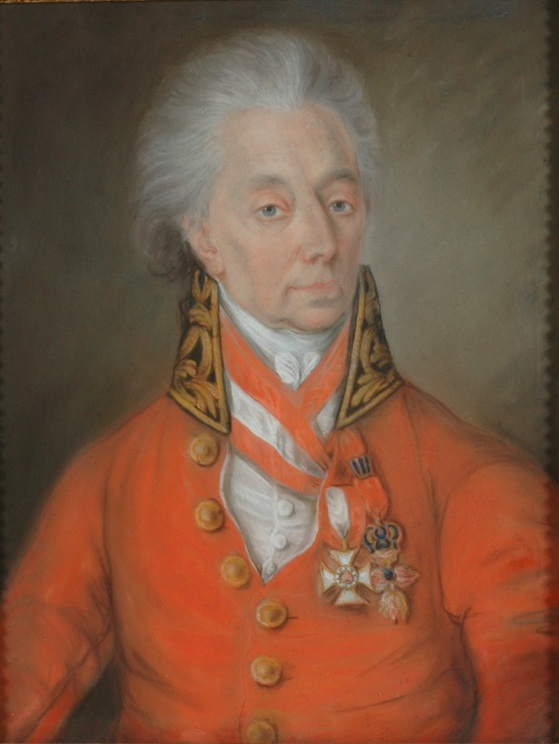
Charles-Joseph de Ligne (1735†1814), 7e prince de Ligne.
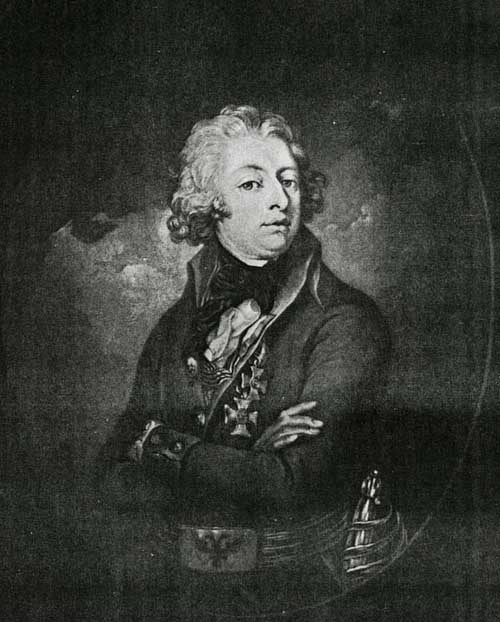
Charles Joseph Antoine Lamoral Ghislain de Ligne[14] (1759†1792), fils du précédent, colonel
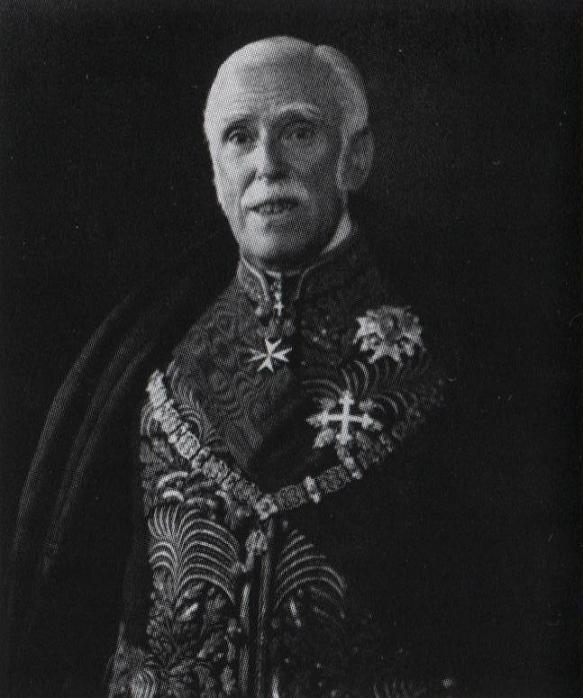
Ernest de Ligne (1857†1937), 10e prince de Ligne.
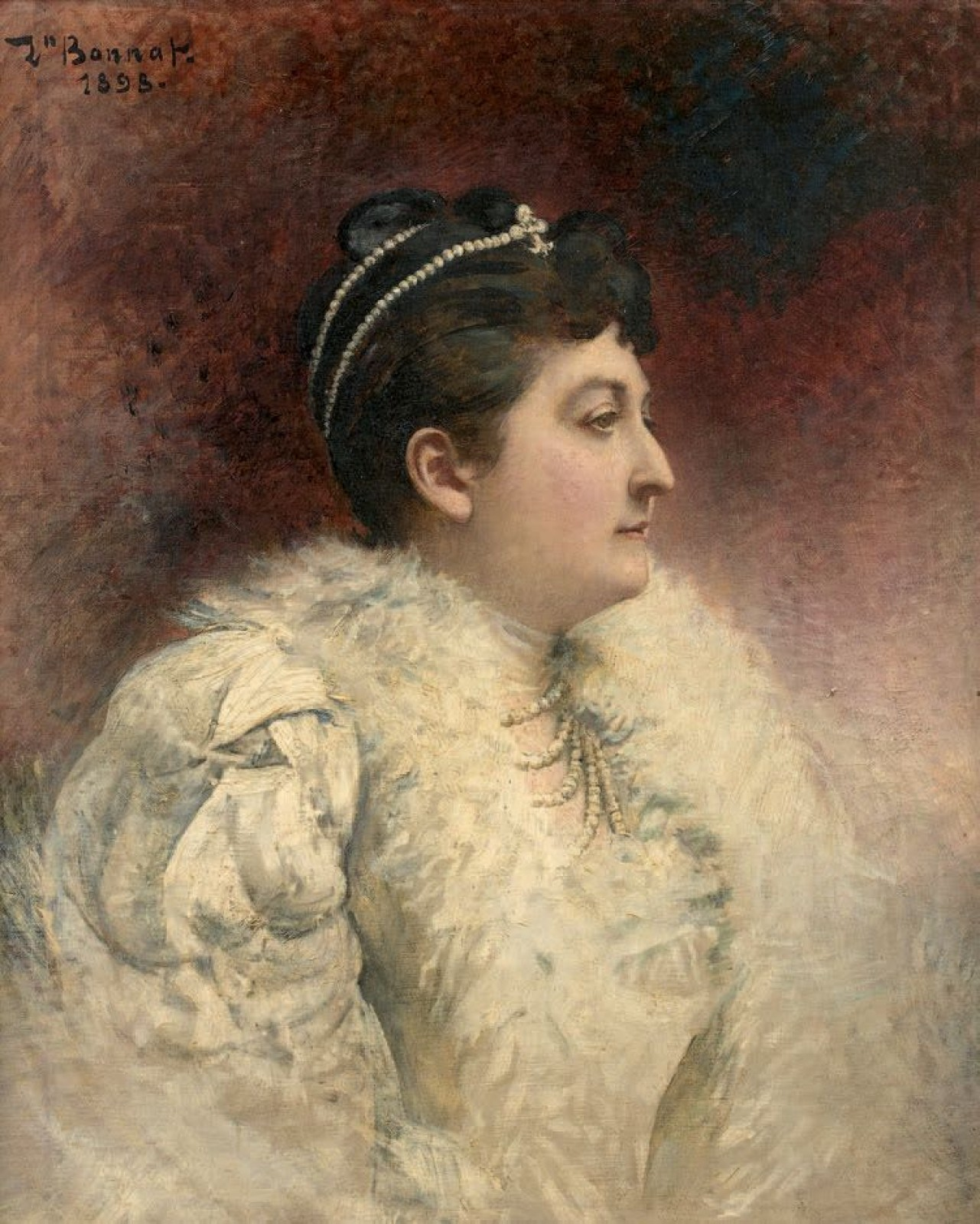
Marie Georgine Sophie Hedwige de Ligne (1843†1898), épouse de Sosthène II, vicomte de La Rochefoucauld (1825†1908), 1er duc de Bisaccia, 4e duc de Doudeauville
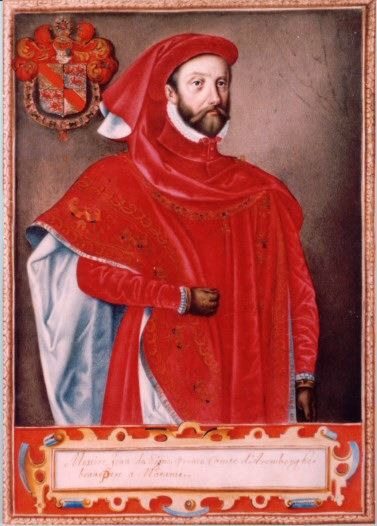
Jean de Ligne (1525 † 1568), baron de Barbançon, comte d'Arenberg.

## Châteaux, seigneuries, terres

### Châteaux
- Château de Belœil
- Château d'Antoing

### Terres

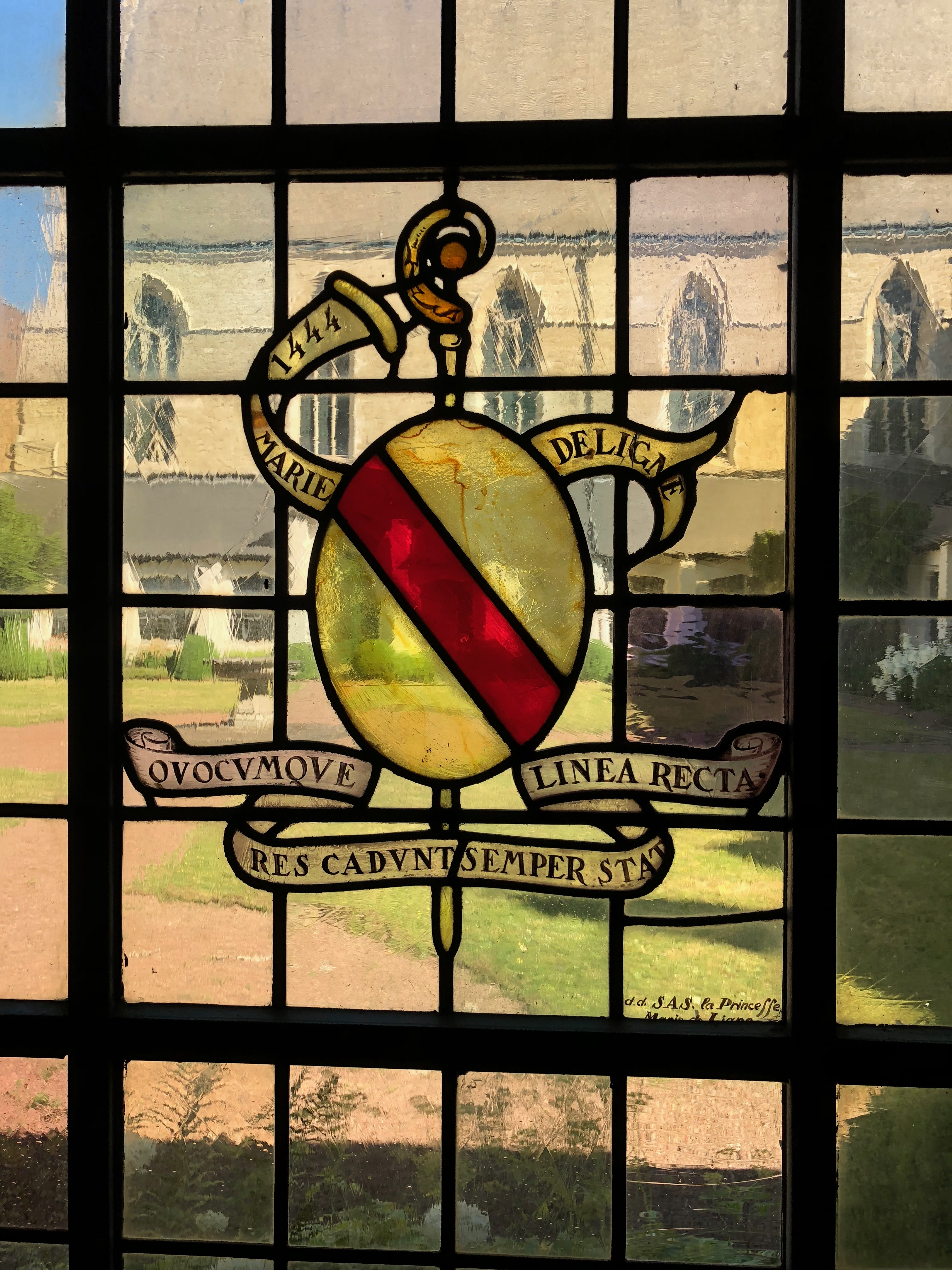
Vitrail de Marie de Ligne, 23e abbesse de l’abbaye de la Cambre

- Ligne (Belgique) ;
- Belœil (Belgique) ;